# Scooby-Doo et le Fantôme de la sorcière
Série
Scooby-Doo sur l'île aux zombies
(1998) Scooby-Doo et les Extraterrestres
(2000)
Pour plus de détails, voir Fiche technique et Distribution.
Scooby-Doo et le fantôme de la sorcière ou Scoubidou et le fantôme de la sorcière (en version originale Scooby-Doo and the Witch's Ghost) est un film d'animation américain réalisé par Jim Stenstrum et sorti en vidéo le 5 octobre 1999. C'est le 2e vidéofilm de la franchise Scooby-Doo.
Dans la plupart des histoires de Scooby-Doo, les éléments paranormaux se révèlent être des subterfuges, ce qui n'est pas le cas dans ce film.

## Synopsis
Un célèbre écrivain nommé Ben Ravencroft invite Scooby-Doo et ses amis à Oakhaven, dans le Massachusetts, en Nouvelle-Angleterre où l'ancêtre de Ben, Sarah Ravencroft, hante le village. La bande va commencer son enquête. Ben jure que Sarah n'était pas une sorcière mais une wicca, une brave femme qui avait le cœur sur la main et qui soignait les gens malades avec des remèdes à base de plantes. La bande va rencontrer les Hex Girls, un groupe de musique peu commun, tandis que Ben a l'air obsédé par un certain livre qui appartenait à Sarah.

## Fiche technique
- Titre original : Scooby-Doo and the Witch's Ghost
- Titre français : Scoubidou et le fantôme de la sorcière
- Titre québécois : Scooby-Doo et le fantôme de la sorcière
- Réalisateur : Jim Stenstrum
- Scénario : Rick Copp et David A. Goodman
- Musique : Louis Febre
- Distribution : Collette Sunderman
- Supervision de la production : Davis Doi
- Producteur : Cosmo Anzilotti
- Productrice associée : Diana Ritchey
- Producteurs exécutifs : William Hanna, Joseph Barbera et Jean MacCurdy
- Sociétés de production : Hanna-Barbera, Warner Bros. Animation, Warner Bros. Family Entertainment
- Société de distribution : Warner Home Video
- Pays d'origine : États-Unis
- Anglais originale : Anglais
- Genre : Animation, comédie horrifique et fantastique
- Format : Son - Mono Dolby, couleurs
- Durée : 70 minutes
- Année de sortie : 1999

## Distribution

### Voix originales
- Scott Innes : Scooby-Doo / Sammy Rogers
- Frank Welker : Fred Jones
- Mary Kay Bergman : Daphné Blake
- Betty Jean  Ward : Véra Dinkley
- Tim Curry : Ben Ravencroft
- Neil Ross : Corey
- Peter Renaday : Mr McKnight
- Jennifer Hale : Sally « Thorn » McKnight
- Kimberly Brooks : Luna
- Jane Wiedlin : Dusk
- Tress MacNeille : Sarah Ravencroft
- Bob Joles : Jack

### Voix françaises
- Eric Missoffe : Scooby-Doo / Sammy Rogers
- Joëlle Guigui : Daphné Blake / Luna
- Mathias Kozlowski : Fred Jones
- Chantal Macé : Véra Dinkley / Dusk
- Odile Schmitt : Sally "Thorn" McKnight
- Michel Vigné : Ben Ravencroft / Jack
- Jean-Claude Donda : M. Corey / M. McKnight
- Évelyne Grandjean : Sarah Ravencroft

### Voix québécoises
- Daniel Lesourd : Scooby-Doo
- Antoine Durand : Sammy
- Camille Cyr-Desmarais : Daphnée Blake
- Benoit Rousseau : Fred Jones
- Aline Pinsonneault : Véra

## Commentaires
- Le film aura droit à une suite avec Scooby-Doo et les Vampires puisque nous y retrouvons les personnages des Hex Girls, qui réapparaissent également dans Quoi d'neuf Scooby-Doo ?.

## Sortie vidéo (Canada)
Bien que totalement inédit en France, le film a bénéficié d'une sortie vidéo au Canada :
- Scooby-Doo et le fantôme de la sorcière (DVD-10 Keep Case) sorti le 5 octobre 1999 dans la collection Ciné-Jeunes. Le ratio écran est en 1.33:1 plein écran 4:3. L'audio est en Anglais, Français, Portugais et Espagnol avec la présence de sous-titres en français, portugais et espagnols. Il s'agit d'une édition Zone 1. ASIN B0006U3SLC.